# 太平天国の乱

太平天国
太平天國

赤が太平天国の主要支配地域

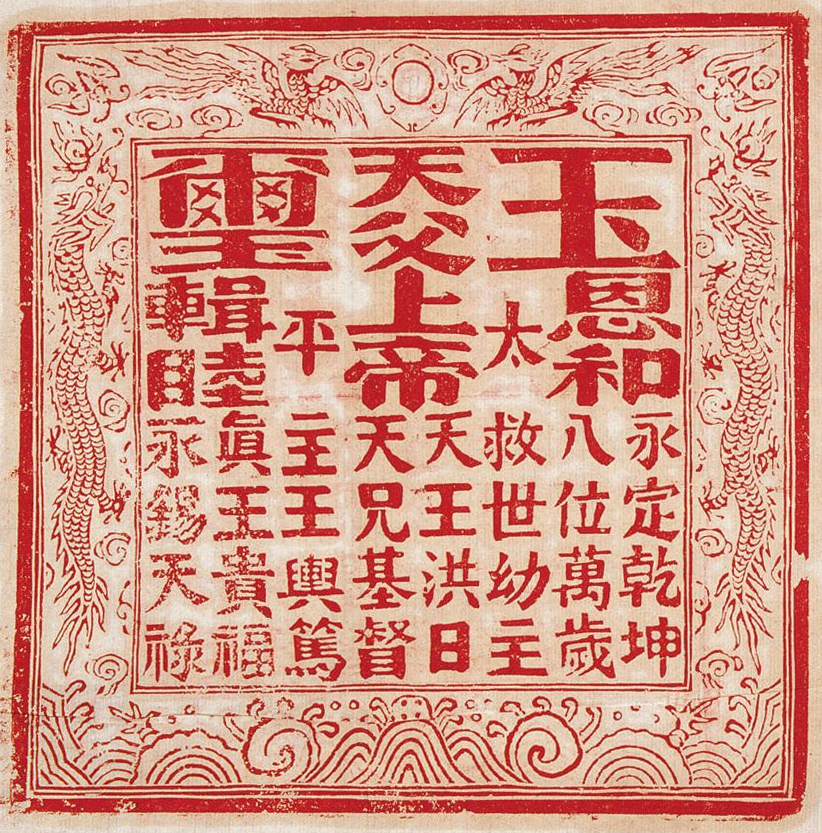
太平天国の玉璽

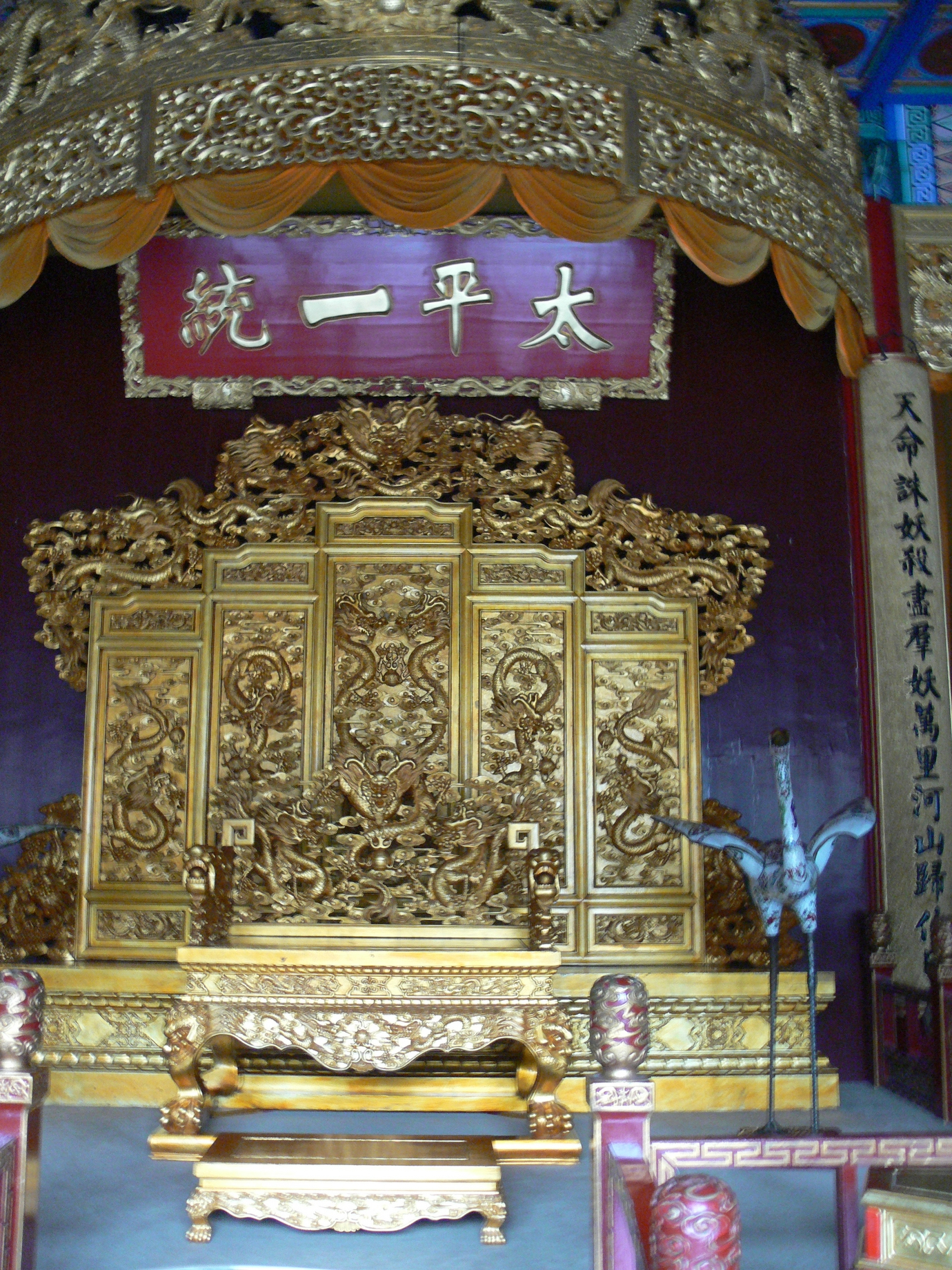
天王の玉座

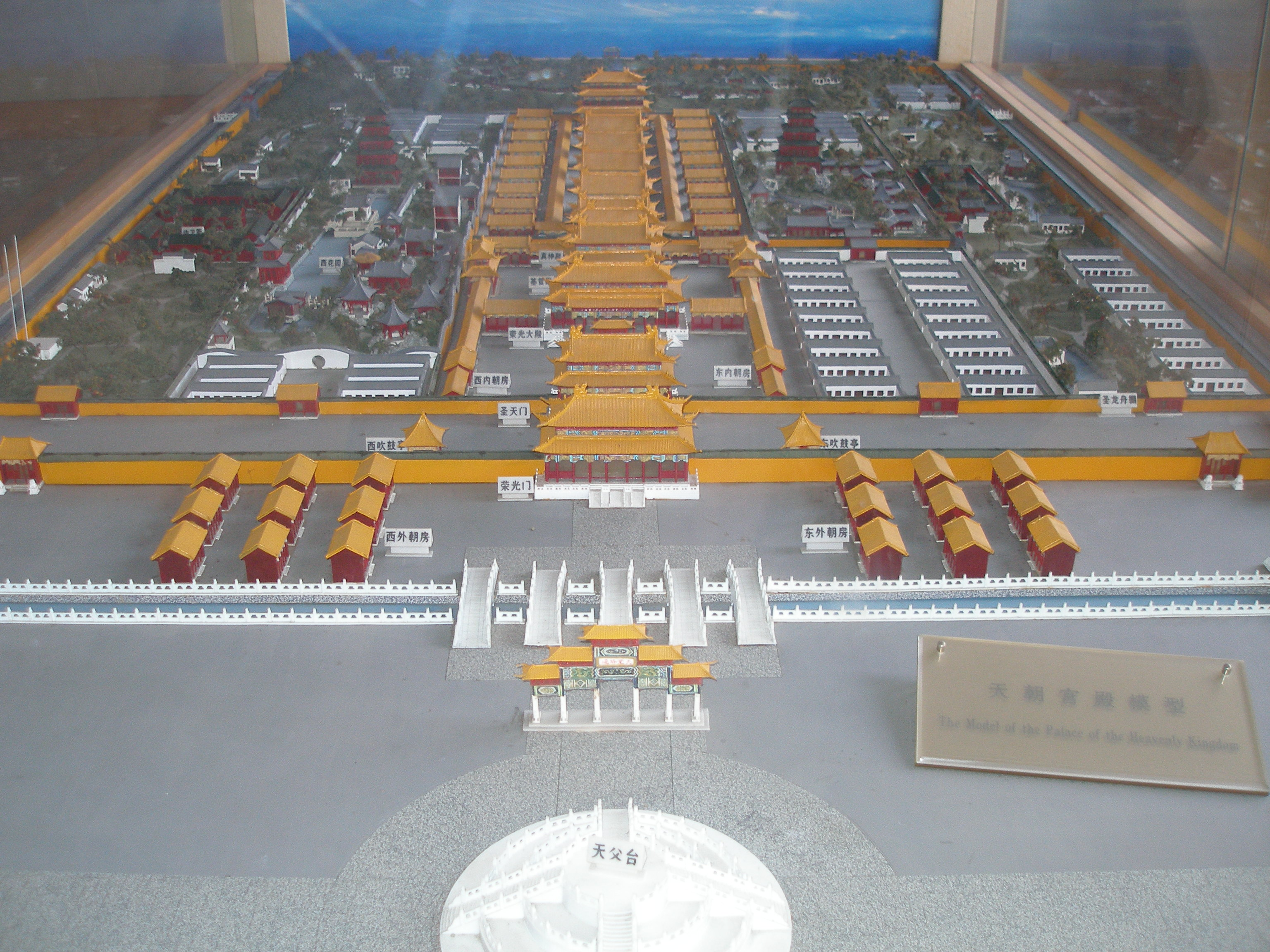
天王府のミニチュア

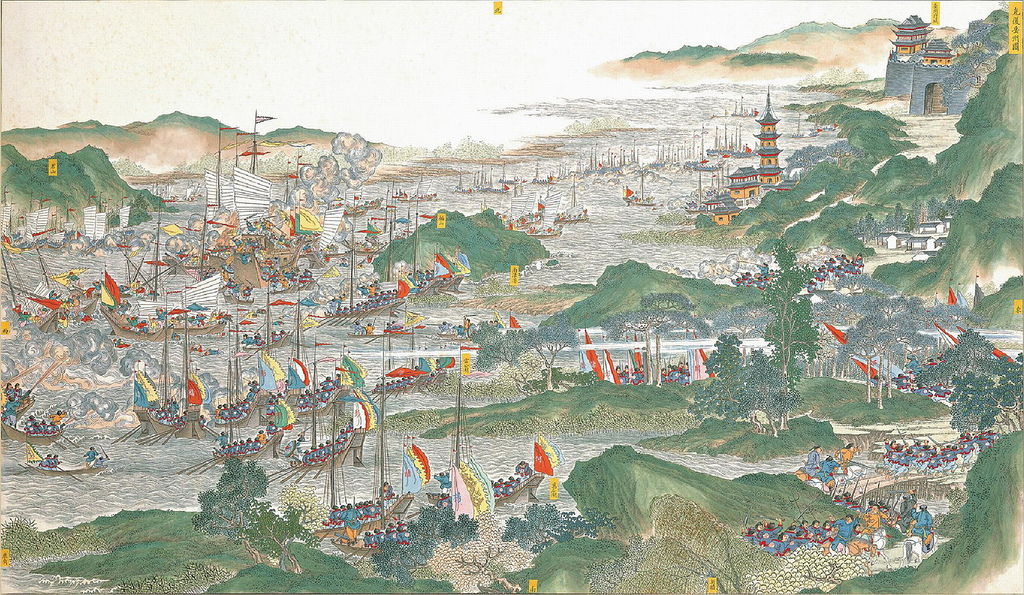
岳州の戦い

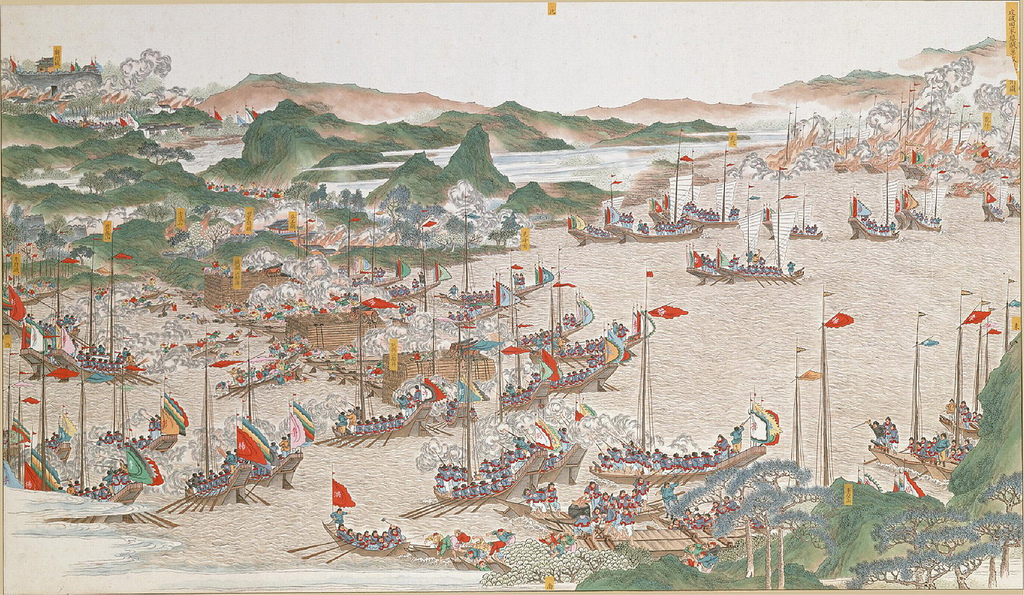
田家鎮の戦い

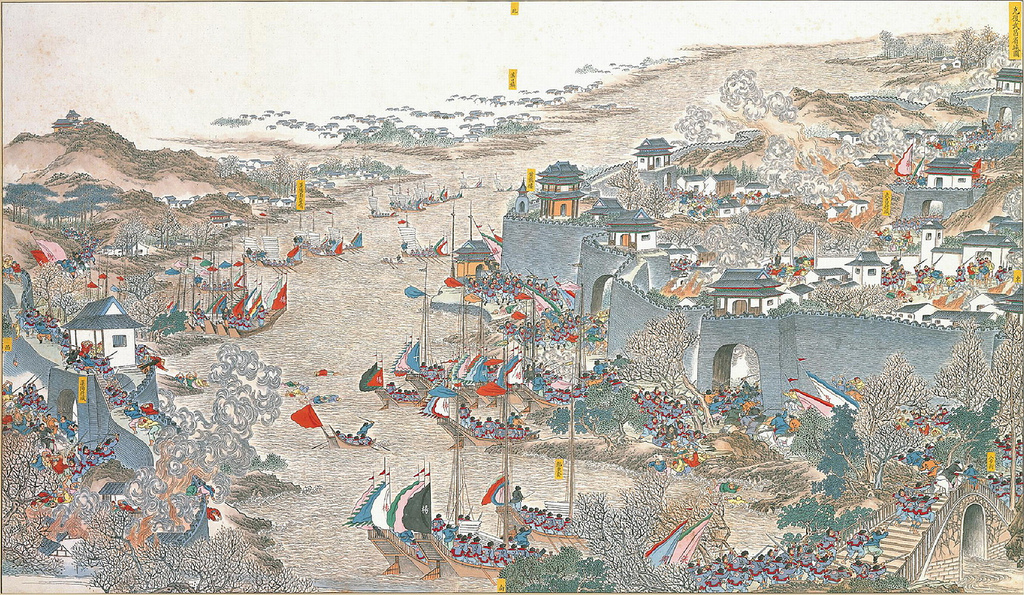
武昌の戦い

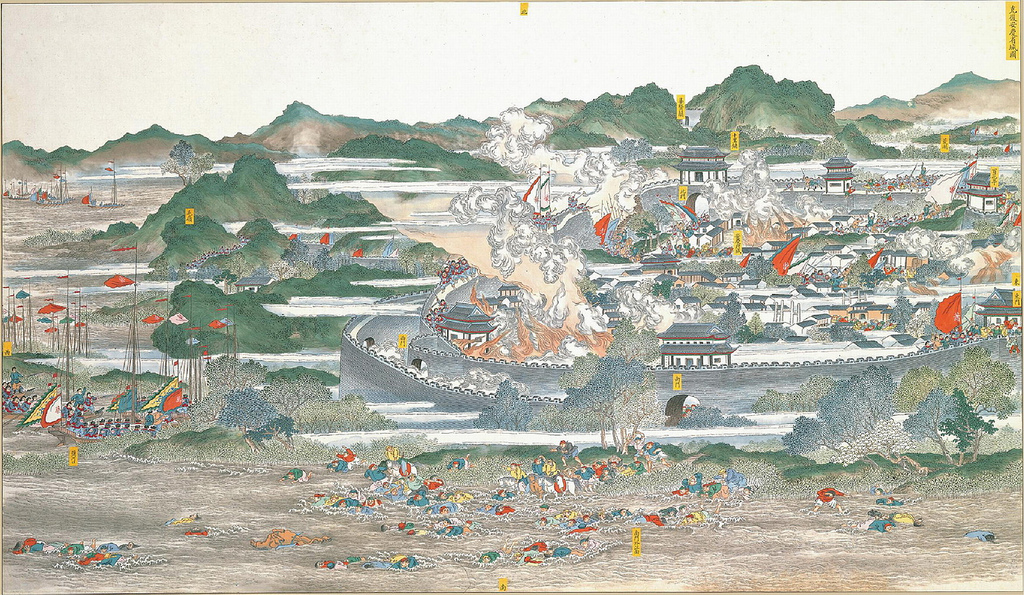
安慶の戦い

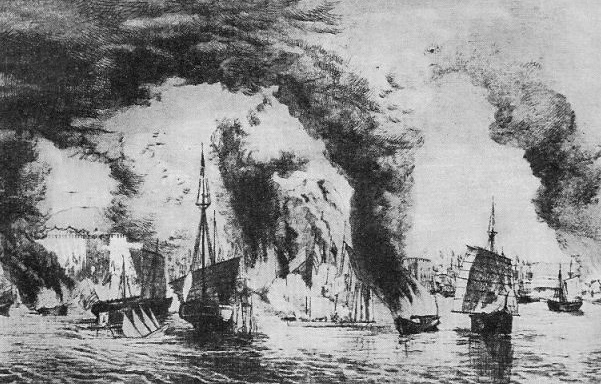
長江での太平天国軍と清軍との戦い

太平天国の乱（たいへいてんごくのらん）は、1851年に清で起こった大規模な反乱。洪秀全を天王とし、キリスト教の信仰を紐帯とした組織太平天国（たいへいてんごく）によって起きた。長髪賊の乱ともいわれる。

## 拝上帝会の興隆
以下、暦日は、断りがない限りグレゴリオ暦による。清の時憲暦や、太平天国が独自に制定した天暦による暦日を特に記す場合は、その旨の元号による年表記と共に記す。
広東省広州府花県の客家出身である洪秀全は、たびたび院試（科挙の初期段階）に失敗したため約40日間病床に臥せていたが、その間不思議な夢を見たという。その夢とは、上帝ヤハウェと思われる気品漂う老人から破邪の剣を与えられ、またイエスらしい中年の男性から妖を斬る手助けを受けたというものだった。洪秀全は病が癒えてから広州に受験で訪れた際、そこでプロテスタントの勧誘パンフレット『勧世良言』を入手し、以前に見た不思議な夢の意味を「理解」し、キリスト教に目覚めることになる。この不思議な夢とキリスト教の接合は、ロバート・モリソンが聖書を翻訳する際にゴッド（God）を音で表記せず、「上帝」という訳語を与えた為起こったと思われる。
洪秀全はキリスト教の教えの中でも特に上帝が唯一神であることを強く意識し、偶像破壊を熱心に行った。元々多神教的な土地柄である中国では儒教・道教・仏教にまつわる廟が多かったが、それらを破壊し、ただ上帝だけをあがめることを求めた。そのため郷里広東省での布教活動は、一族と数人の賛同者を得ただけで成功しなかった。洪秀全は効果的な布教方法を模索せざるを得ず、「原道救世歌」や「原道醒世訓」という布教文書を著した。
1847年、太平天国の前身組織拝上帝会を広西省潯州府桂平県金田村に創設した。この地において、数少ない賛同者の1人であった馮雲山が布教活動を行い約3千人の信徒を獲得し、洪秀全を迎えて立ち上げたものである。拝上帝会の参加者は、炭焼き・貧農・鉱山労働者・客家などの低階層が中心であった。
郷里の花県で成功せず、この桂平県で成功した大きな理由の一つに、病調伏等の現世利益重視の布教がある。単なる宗教的熱意や倫理を説くばかりでなく、現在の生活でのメリットを強調することで馮雲山は多くの信徒を獲得した。しかし組織の拡大は、公権力やその土地の有力者との摩擦を生じさせた。馮雲山をはじめ拝上帝会の成員の逮捕が相次ぎ、洪秀全はそれまでの宗教活動から政治革命へと踏み出すことを決意する。
1850年、拝上帝会は金田村に集結して団営という軍事組織を結成した。そこでは厳しく男女を別ち、それぞれ男営・女営に入営させた。これ以前より、ガチョウの鳴き声でカモフラージュしながら鉄砲や大砲等の武器を密造し、革命の準備を進めていたが、金田村に集結する過程で清朝の軍隊や自警団との小競り合いが発生した。金田村に集結した人々は1万から2万といわれるが、このうち成年男子は3千人ほどだったという。しかしそれでも数倍もの清軍を打ち破り、革命の火蓋を切った（金田蜂起）。

## 太平天国を国号に定める
1851年1月11日（道光30年12月10日）、金田村において拝上帝会は国号を太平天国とし、洪秀全は自身を天王と称したという。しかし、いつから太平天国を称したかは諸説あって明らかではない。正式に定められたのは、しばらく後の3月23日（道光31年2月21日）であって、この日を登極節という。国号を定めたことで清朝に公然と反旗を翻した太平天国だが、南京に留まるまでは各地を転々と移動し、その意味では流賊的であった。太平天国軍の進路は以下のようなものであった。まず金田村から藤県を経て、永安（現在の広西壮族自治区蒙山県）を落とした。藤県では、後述する後期太平天国を担う名将たちが参加している。永安に半年の間滞在した太平天国は、ここで官制や官爵などを決め、国の体裁を整えた。
この時に天王の下の五幹部、
- 中軍主将「東王」楊秀清
- 前軍主将「西王」蕭朝貴
- 後軍主将「南王」馮雲山
- 右軍主将「北王」韋昌輝
- 左軍主将「翼王」石達開

を決定した。この内、楊秀清は天父下凡（てんふかぼん）、蕭朝貴は天兄下凡（てんけいかぼん）と称しそれぞれヤハウェとキリストの託宣を受けられると言い、それを借りて自らの命令を通していたので次第に洪秀全の発言力は減っていった。

## 戦乱の推移1

### 南京攻略
先立つアヘン戦争で消耗し、アロー戦争をも同時進行で戦わなければならない正規軍は広大な国内に分散配置せざるを得ず、正面からぶつかる事も不可能な事態さえ起こった。そして、大衆を吸収して膨れあがった太平天国軍は清軍を何度も打ち破った。
しかし食料・火薬が底をついたため太平天国軍は永安を後にし、楊秀清の意見に従って北上し湖南省・湖北省を目指すこととなった。清朝軍と衝突を繰り返しながら北上を続けたが、1852年6月湘江に到着した際に南王馮雲山が、9月長沙攻略の際には西王蕭朝貴が戦死した。二王の戦死は太平天国首脳間の力関係を微妙に変化させ、後の「天京事変」の遠因となる。しかし、戦死直後は清朝との交戦が弔い合戦の色合いを帯び、かえって志気を高める結果となった。
桂林・長沙（湖南省の省都）こそ結果的に攻略できなかったものの、12月下旬には漢陽・漢口を落城させ、ついに1853年1月には武昌を落とした。武昌は太平天国軍が最初に陥落させた省都（湖北省）であって、その占領は多大な金銀財宝をもたらした。
そしてまたもや楊秀清の意見により、南京方面を目指すこととなった。水陸両軍を編成して長江を下り、1853年3月19日（咸豊元年2月18日）に太平天国軍は江寧（南京）を陥落させ、ここを天京（てんけい）と改名し、太平天国の王朝を立てた。
4月27日、イギリスのHMS Hermesが南京に到着し、イギリスの公使George Bonhamが北王韋昌輝及び翼王石達開と会見した。会見ではThomas Taylor Meadows（密迪楽）の通訳の元、イギリスが太平天国にも清国にも中立であることが告げられた。

### 太平天国軍膨張の理由
太平天国軍は桂林を攻めた際には激戦故に5,000人まで減少したにもかかわらず、その後南京を陥落させた時には20万以上の兵力に膨れ上がり、水陸両軍を編成するまでに至っていた。こうした急激な膨張は、以下の理由による。
まず背景として清朝の増税があった。さらに戦争における戦費調達や敗戦後の損害賠償を支払うために、清朝は法で定める何倍もの税を特に東南沿海部の地方から徴収した。さらに「銀貴銭賤」現象も、実質増税を民衆に強いた。当時土地税は銀で納入することとなっていた（地丁銀制）ため、人々は銭を銀に両替して納めていた。しかし、イギリスから輸入するアヘンを始めとする諸外国との貿易により銀が国外へと流出すると、銀と銭との交換レートが変動しそれまで銀一両＝銭1,000文だったのが銭2,000文以上となった。このような税の過大な負担に耐えかねた庶民が大挙して太平天国軍へ参加したことで、急激に組織は膨張した。
そしてこれもアヘン戦争の余波であるが、戦後多くの匪賊が横行し、これらを太平天国が吸収したことも膨張の要因である。 南京条約によって交易が広東一港に限定されなくなった結果、国内の物流ルートが激変し、それまで貨物輸送に関わっていた人々の多くが失業し、匪賊化した。また白蓮教徒の乱以後、たびたび組織された「郷勇」と呼ばれる臨時募集兵がアヘン戦争後に解散となり、これも匪賊化していた。

### 太平天国軍の性格
太平天国軍は流賊的ではあったが、集団の性格は通常の流賊とは大きく異なっていた。匪賊を吸収しても軍内の規律は厳正で高いモラルを有していた。少なくとも南京建都まではその傾向が強かった。
たとえば略奪行為そのものは言うまでもなく、勝手に民家に侵入することすら禁止され、「右足を民家に入れた者は右足を切る」といった厳罰主義でもって規律維持に当たったといわれる。むしろ清朝軍の方が、賊軍じみた不正略奪行為を行なっていたという。
また志気の高さも太平天国軍の特徴である。当時鎮圧に当たった欽差大臣サイシャンガ（賽尚阿）や両広総督徐広縉のいずれもが、従来の匪賊たちと異なったものとして太平天国を捉え、その成員間の結束の強固なこと、死を恐れないことを上奏している。

### 南京建都後の軍事行動
南京建都後すぐに、清朝はその南北に江南大営・江北大営という強固な軍事基地を設けて天京に圧力をかけ始めたが、こうした事態を打開するために、太平天国軍は何らかの行動を起こさねばならなかった。
選択肢は3つあった。
1. まず江南・江北両大営を撃破し、江南地方に確固たる支配地域を確立する案。
2. 次に一挙に北伐を敢行し北京を陥落させる案。イギリス人でありながら太平天国に参加していたオーガスタス・リンドレーは北京強襲を強く支持していた。
3. そして最後が先の二つの案を折衷し天京防衛と北伐を二つとも行い、さらに西方へも軍を派遣する案。

太平天国は最後の案を選択した。天京防衛に最大兵力を割きつつ、北伐には金田村での決起以来従軍していた精鋭を中心に2万人をあてた。

#### 北伐軍
1853年5月には、李開芳・林鳳祥を将とする北伐軍が出発したが、査文経の計略によって太平軍は北京に直進せずに山西省から迂回する経路をとることになり、大いに消耗した。そのために、10月末には天津まで迫ったものの、進軍途上にある懐慶府・保定府そして天津という要衝をいずれも落とせず、南に転戦せざるを得なくなった。
清朝は、モンゴル人の猛将センゲリンチン（僧格林沁）を起用して猛攻を加え、1855年3月に北伐軍を全滅させた。北伐軍の失敗によって、太平天国が北京を速やかに攻略できる可能性は限りなく低くなり、戦線は膠着した。
この失敗の原因については諸説あるが、最大のものは上の節で解説したように兵力の分散と目的の不統一、緩慢な進撃であり、他に強いて挙げるなら、太平天国軍の主体が南方出身者であったため、華北での気候風土の違い（過酷な寒さや主食の違い）にとまどい体調を崩すなどして士気が上がらなかったことが挙げられる。

#### 西征軍
他方、西征軍は北伐軍のおよそ1ヶ月のち、胡以晃を将として湖北・湖南地方奪回のために出発した。漢口や漢陽を一時落としたものの、安定した支配を確立できず、成果は芳しいものではなかった。太平天国の仇敵ともいうべき曽国藩の湘軍が立ちはだかったためである。湘軍は幾度か敗戦し、そのため曽国藩に自殺を図らせるほどであったが、1854年4月に湖南省湘潭県で太平天国に大勝利を収めた。
ただその後、太平天国軍は名将羅大綱・石達開が合流すると攻勢に転じ、安徽省中南部・江西省・湖北省東部を支配するに至った。続いて 1856年の4月から6月にかけて江北・江南両大営を壊滅させ、太平天国は足場を強固にし安定期を迎えた（第一次江南大営攻略）。

## 地上の天国、その理想と実情

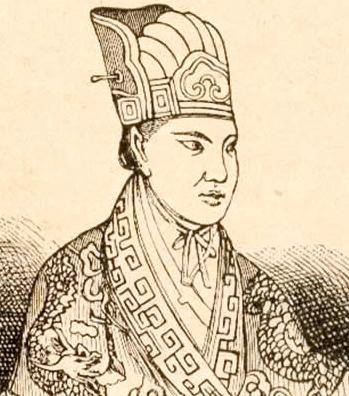
洪秀全

キリスト教的理想を掲げた地上の天国を作り出そうとした洪秀全であったが、現実において社会を組織・運営する上で伝統的・土着的な考え方・価値観から逃れられるはずもなく、その理想と現実は極めて乖離したものとならざるを得なかった。

### 宗教・思想的側面
太平天国はキリスト教が刺激となって生まれ出でた現象であることは間違いなく、教義として神・イエス・聖霊を内容とする三位一体論を受容していたが、ただ洪秀全をキリストの弟に位置づけている点で大きく異なる。また人は神の前に平等であり、皆兄弟姉妹であるという天下一家的な思想をもっていた。
教典としては聖書に加え、洪秀全が著した『原道救世歌』などを一部修正して使用していた。洪秀全は『勧世良言』によって覚醒した後、広州でI.J.ロバーツというアメリカ人宣教師の下に教えを請うている。基本的な知識はこの時得たものと思われるが、洗礼は時期尚早として受けられなかった。
初期の太平天国は独自の解釈を交えながらも、キリスト教に忠実であろうと務め、例えば偶像破壊や儒教等の教えの書を積極的に廃棄していた。こうした姿勢に変化が見られるようになったのは1854年頃からである。無条件で焼却していた六経を太平天国に都合良く改訂した上での流布を認める一方で、聖書は太平天国により改訂された上でなければ閲覧不可能となった。これは三位一体論を太平天国に合うよう改変し、洪秀全と楊秀清の権威を高めるためであった。
文化的な側面で取り上げるべきものとしては、文字の新造がある。例えば魂は「云人」、魄は「白人」など計22字を作った。ただ圀といった則天文字のごとき命脈は保てなかった。

### 社会・制度的側面
南京に入城後、太平天国は即座に制度の整備に着手し、まず天王である洪秀全以下の五王は場内に壮麗な宮殿を築いた。洪秀全と楊秀清のものが特に大きかった。宮殿の造営後、洪秀全はその奥深いところに鎮座し、政務ばかりか民衆の前からも遠ざかったため、政務は楊秀清が取り仕切ることが慣例となった。初期に天京において立案・実行された政策は、楊秀清の強力な統率の下に行われたものである。
天京周辺を支配したとはいえ、清朝との抗争に終止符が打たれたわけではないため、太平天国の社会編成は軍事的な色彩を帯び兵農一致が原則であった。例えば決起直後から男女は夫婦といえど別々の集団に分けられていたが、天京においてもそれは継続された。ただ天王以下首脳部は例外で、庶民には一夫一婦制を求めながら、旧約聖書における一夫多妻を理由に多数の妻女を持っていた。実際には中国皇帝の後宮制度に影響を受けたものであろうが、こうした王と庶民との格差に不満が高まり1855年に男女を分かつことは廃止され、新占領地でのみ実施された。
そのほか纏足も禁止された。元々客家出身が多い太平天国では纏足の習慣がなかった上に、戦闘において女性も輸送等の重要な役割を担っていたことが、纏足禁止令を出した理由である。この纏足の禁止や売春の禁止、女性向けに科挙を実施したことから、太平天国では男女平等を理念としていたかのように見える。しかし実際には女科挙合格者が重用されなかったり、後に濫発された王位に1人の女性も含まれていなかったことから、男尊女卑的な考え方が払拭されることはなかったものと考えられる。
さらに特筆すべきは天朝田畝制度である。これは田畝があれば誰もがそこで耕し、収穫物は皆で分け合い、豊かな衣食を手に入れる、という目標のために考案された制度である。具体的には、田をその質の良し悪しによって9階級に分け、質に応じて男女問わず田を分配し、生産物は個々人の消費分以外は国庫に保管して私有は認めない。その代わり婚姻や葬儀のような儀礼の費用、孤児・老人の扶養については国庫より支出する。そして25戸ごとに両司馬という官と礼拝堂をおき、管理させるというものである。
土地平均主義を全面に押し出したこの制度は大土地所有が進行していた清朝にあって、非常に印象が強かったといわざるを得ず、その思想的意義は無視できない。しかし、実際には民衆にほとんど知られることがなく、施行もされなかったものと考えられている。それどころか、支配地では土地の有力者を「郷官」という職につけ、小作料を徴収していた。そうしなければ支配の安定と食料の確保が困難であったためである。
暦法では太陽暦を採用した天暦が施行された。

### 外交的側面
太平天国軍が長江下流域を支配するようになると、当時上海に租界を設けていた西欧列強（英米仏）は座視できないと考えた。キリスト教を信仰する太平天国の台頭を歓迎すべきか、脅威ととるべきか列強内部でも意見が分かれたため、ひとまず太平天国への使節団を派遣することになった。
1853年4月、イギリス公使ボナムは天京に直接出向き、南京条約といった既得権益を侵さぬ限り内戦には干渉せず中立を守ることを洪秀全らに伝えた。しかし太平天国側は列強を朝貢国として遇し、対話は噛み合わなかった。
こうした外交姿勢は中華思想的といえようが、興味深いのは華夷の別は中国的文化の程度によるのではなく、キリスト教の信仰の有無による点である。したがって太平天国にとって近しいのは清朝よりも西欧であった。洪秀全らは西欧を「洋兄弟」と呼び、自身では厚遇しているつもりだった。
こうした太平天国側の外交姿勢にイギリス他の列強は失望した。折しもアロー戦争が列強に有利な形で妥結すると、太平天国よりも清朝に肩入れを開始するようになる。そのひとつが後述する常勝軍である。

### 天京事変（天京事件）
太平天国を時期的に区分するのであれば、この天京事変をもって前期と後期に分かつのが妥当といえる。前期太平天国は、洪秀全と楊秀清の2人が主体となって運営されていた。宗教的権威を担っていたのがキリストの弟たる洪秀全で、実務を担っていたのが楊秀清であり、両者は君臣関係にあった。
しかし、一度楊秀清に「天父下凡」が起きると両者の立場は逆転し、君主たる洪秀全が臣下の楊秀清に厳しく罰せられることになった。元々「天父下凡」や「天兄下凡」は金田村時期に馮雲山が逮捕され、動揺した信者たちを沈静化するために用いられたのが始まりである。その後清朝に対し決起することを決めたのも、この「天父下凡」の権威によるものであった。
ただし、当初は軍内部の規律維持や楊秀清独裁に反対する幹部の粛清に使用されたのがほとんどで、天王洪秀全自身に向けたものはまれであった。それが天京に入城すると次第に回数が増えていった。その内容は洪秀全の妾の扱い方から楊秀清に対し洪秀全と同じく万歳を唱えるべし、といったことまで様々であった。
表面上、楊秀清に恭順していた洪秀全は遂に彼の排除を決意する。同じく楊秀清に圧迫されていた北王韋昌輝を唆し、1856年9月、早朝楊秀清一族ならびに配下の兵たちとその家族約4万人が虐殺された。しばらく後に天京に入城した石達開はこの内部抗争に激しく怒り、韋昌輝の処分を洪秀全に求めた。韋昌輝らは、大報恩寺の塔を破壊して石達開らの進軍に備えたが、洪秀全によって粛清された。
洪秀全は韋昌輝の首を石達開の陣営に送り、少しの間、石達開の協力体制が敷かれることになる。しかし、洪秀全はすでに肉親以外を重用するつもりはなく、石達開は数か月で天京を離脱して別行動を取るようになった。
太平天国は皮肉にも支配領域を安定させた途端、内紛が生じて弱体化し、金田村で決起した時の主要人物は洪秀全1人となった。しかし太平天国の命運がこのまま尽きることはなく、石達開らに代わる有能な将軍が幾人も輩出し、もうしばらく存続する。

## 新指導部の登場
太平天国の内紛は、清朝にとって絶好の機会であったといえる。機を逃さず曽国藩ら湘軍は長江上流から攻め下った。 1858年5月の段階で九江が陥落し、さらに一旦壊滅させた江北・江南両大営も再建され天京を包囲した。
この窮地に際し、洪秀全は新しい年若い将たちを投入した。かつて藤県で加入した李秀成やその従弟の李世賢、そして陳玉成らである。若いとはいえ、いずれも13、4歳の頃から戦場の第一線で活躍しており、経験が浅いというわけではなかった。
これ以降の太平天国は反転攻勢に転じ、「もう反乱鎮圧が近い」と弟に手紙を送った曽国藩だったが、その目論見は大きく外れることになる。次第に形勢が清朝にとって思わしくなくなり、安徽省の三河の戦いでは湘軍は大敗を喫し、太平天国は息を吹き返した。三河の戦い以後、李秀成・李世賢らは江南地方を制圧し、一方陳玉成は安徽省に進軍した。洪秀全は以前に倣って五軍主将を再設し、新たな5人の幹部を以下のように決定した。
- 中軍主将　楊輔清　（後に輔王）
- 前軍主将　陳玉成　（後に英王）
- 後軍主将　李秀成　（後に忠王）
- 右軍主将　韋俊　　（翌年、清に投降した）
- 左軍主将　李世賢　（後に侍王）

太平天国が一息をついた1859年、馮雲山とともに最も早く拝上帝会に入信した一族の洪仁玕が天京に到着した。彼は清朝との争いの中ではぐれ、香港のイギリス人宣教師の下に身を寄せていたが、何回かの合流が失敗した後、ようやく天京に至った。天京事変によって五王体制が崩壊した後ということもあって洪秀全は驚喜した。早速洪仁玕を干王に任じ、内政を掌握せしめた。
洪仁玕は香港に隠れている間、ロンドン伝道会のアシスタントをする一方、医者や教師としても活動していたという。洪秀全と違い、洗礼も受けていた。香港での生活は、洪仁玕を西欧文明に触れさせ、太平天国の首脳や当時の儒家知識人とも違う思考をさせるきっかけとなった。すなわち彼は太平天国において西欧を模範とした制度改革を図った。その内容は『資政新編』に詳しい。まず内政においては、鉄道・汽船といった交通網の整備や鉱山の開発といったインフラ整備、新聞の発行や福祉の充実、科挙改革を提言した。外政的には、西欧を対等のものとして扱い、通商関係を築くことや宣教師活動の許可を主張している。
しかし、こうした改革提言は実を結ばなかった。洪仁玕の提言に洪秀全は妥当という評価を与えていたようだが、その他の首脳たちにとってはあまりに経験則から離れた事柄であって、有り体に言えば理解不能であった。皮肉にも『資政新編』の内容は、天敵曽国藩や弟子の李鴻章によって引き継がれていく。その改革を後世の史家たちは「洋務運動」と呼んでいる。

### 王号の乱発
洪秀全は1859年から60年にかけて新指導部の若い将軍たちに王号を授ける事を決め、楊輔清を「輔王」に、李秀成を「忠王」に、李世賢を「侍王」に、陳玉成を「英王」にそれぞれ封じた。1857年までの王号は希少であり、建国当初の東西南北翼の五王の他は、軍功者2名の「燕王」「豫王」、戦死者追封の「奮王」「撫王」「呉王」、洪秀全の兄2人の「安王」「福王」の計12名に限られていたが、1860年以降は士気と忠誠をつなぎ止めるために王号が頻繁に授けられるようになった。戦況が悪化するにつれて王号の乱発は顕著となり、「列王」という数十人がまとめて封じられるものまで登場した。太平天国末期には1,700名以上の「王」がいたといわれる。

## 戦乱の推移2
1860年2月から5月、第二次江南大営攻略では、干王洪仁玕・忠王李秀成・輔王楊輔清・侍王李世賢・英王陳玉成らが好く呼応して清軍を撃破した。この後、陳玉成は曽国荃（曽国藩の弟）率いる湘軍を相手にすることになった。
洪仁玕の加入に洪秀全は大いに安堵を覚えたのであろうが、李秀成らは不満を抱かざるを得なかった。初期の信者とはいえ、洪仁玕の改革が現実離れしていることや、さして戦功をたてていないことから、彼が王に封じられるのは洪秀全の身内びいきとしか思えなかったためである。このため李秀成らを新たに王としたものの、彼ら新王と洪仁玕との溝は深まるばかりで、再び太平天国は内紛の様相を帯びてきた。特に李秀成・李世賢は洪一族に対して李氏閥を形成し、独断専行が徐々に増えていくことになる。
例えば、1860年の上海攻略において江南地方の制圧を進めていたのは李秀成軍であったが、上海だけは列強の租界があるため攻撃が控えられていた。この時洪仁玕は西欧と交渉し、少なくとも清朝に荷担しないよう画策していた。しかし交渉に業を煮やした李秀成は、一転攻撃を仕掛け、逆に手痛い反撃を受け自身すら負傷した。これは洪仁玕・李秀成両者の西欧体験の有無が大きく影響した結果、生じた齟齬といえる。
そしてさらに深刻な事態が発生した。陳玉成は長江中流で湘軍と死闘を繰り広げていたが、武漢で李秀成軍と合流し共同で曽国藩にあたる作戦を立てていた。しかし、李秀成が江南制圧を重視したため合流は果たされず、陳玉成は敵地に孤立して殲滅された。
かつての太平天国であれば、一旦敗走しても兵力の増強はさして問題ではなかった。規律正しい太平天国軍は民衆の支持を受けていたためである。しかし末期になると、規律は全く弛緩しきっていた。太平天国が食の確保に追われ、無秩序な徴収・略奪を重ねていたことが主な原因である。投降した清朝兵士を自軍に編入し、質が一層低下したこともそれに拍車をかけた。しかし兵の質が劣化しても、そのプライドは健在であった。そのため太平天国と同時期に発生した捻軍や大成国、回族等のほかの反乱軍と歩調を合わせる動きがあっても、太平天国側の自尊心がそれを阻害した。
太平天国の劣勢は自壊作用だけが原因ではなく、清朝側の軍建て直しも大きく影響した。清朝の軍事は八旗と緑営を基本としていたが、時代が進むにつれて退廃して使い物にならなくなっていた。そこで新たな軍形態が模索され、結果生み出されたのが曽国藩の湘軍・李鴻章の淮軍である。この新形態の軍は、極めて個人と個人のつながりを重視した郷勇から誕生した組織であった。
曽国藩はまず故郷において、自らを師と仰ぐ人々を集め、さらにその人々が個人的に信頼する部下を地縁・血縁・学問の関係の中から集めるといった形で軍を形成した。その忠誠心は清朝よりも指揮官個人に向けられ、曽国藩の私兵的性格が濃厚であった。1854年以降、湘軍は長江中流域において太平天国を迎え撃ったが、それだけでは太平天国に対処し切れなかったために、1862年に李鴻章に命じて安徽省で湘軍をモデルとした淮軍を創建させた。李鴻章の淮軍は太平天国の乱が収束しても湘軍のごとく解散しなかったために、以後の中国近代史に確固たる地歩を占めることになる（北洋軍閥）。
さらに太平天国は外国人傭兵部隊とも戦わねばならなかった。上海の官僚と商人が資金を拠出し、西洋式の銃や大砲を整え租界にいた外国人を兵として雇用した。この軍はアメリカ人フレデリック・タウンゼント・ウォードを指揮官として「洋槍隊」という名で発足した。翌年には中国人を4,000 - 5,000人徴兵し、「常勝軍」と改名した。中国初の西洋風軍隊といえる。ウォードの戦死後、多少混乱があったが、イギリス人チャールズ・ゴードンが指揮官に就任すると再び破竹の勢いを取り戻した。
常勝軍の成功に倣い、常安軍や定勝軍、常捷軍など、各地に同様の軍隊がつくられた。同じ中国人であっても洋式の軍隊装備をすれば強くなれる、ということを常勝軍は証明していた。この強さを目の当たりにした曽国藩らは軍隊の近代化に力を入れるようになったため、常勝軍は洋務運動の原点ともいえる。
1860年10月に締結された北京条約以降、欧米諸国は明確に太平天国に敵対した。上海や寧波の戦いでは英仏軍が積極的に参加し、太平天国軍は苦戦を強いられた。

## 太平天国の落日
1863年以降、太平天国は太倉州・無錫・蘇州・杭州を次々と失い、天京は孤立した。李世賢ら諸王は既に洪秀全を見捨てていたが、李秀成だけは清朝の囲みを破って天京に舞い戻った。そして洪秀全に天京を破棄することを勧めたが、洪秀全は頑として受け入れず、逆に李秀成に防衛にあたるよう命じた。孤立した天京は食糧事情がすでに逼迫しており、雑草を「甜露」と呼んで食べていたほどであった。首都でありながら、防衛にあたるべき兵士が暴徒化し、誰しもその終焉が近いことを悟らずにはいられなかった。
そして1864年6月1日、洪秀全は栄養失調により病死した。李秀成によれば、直接の死因は「甜露」を食べて体を壊したにもかかわらず、薬を服用しなかったためだという。自殺説もあったが、それは湘軍の功績を過大評価させるための意図的なデマだった。洪秀全は死の直前に「私は天国に上り、天父天兄から兵を借りて、天京を守る」と述べ、これが洪秀全最後の詔となった。

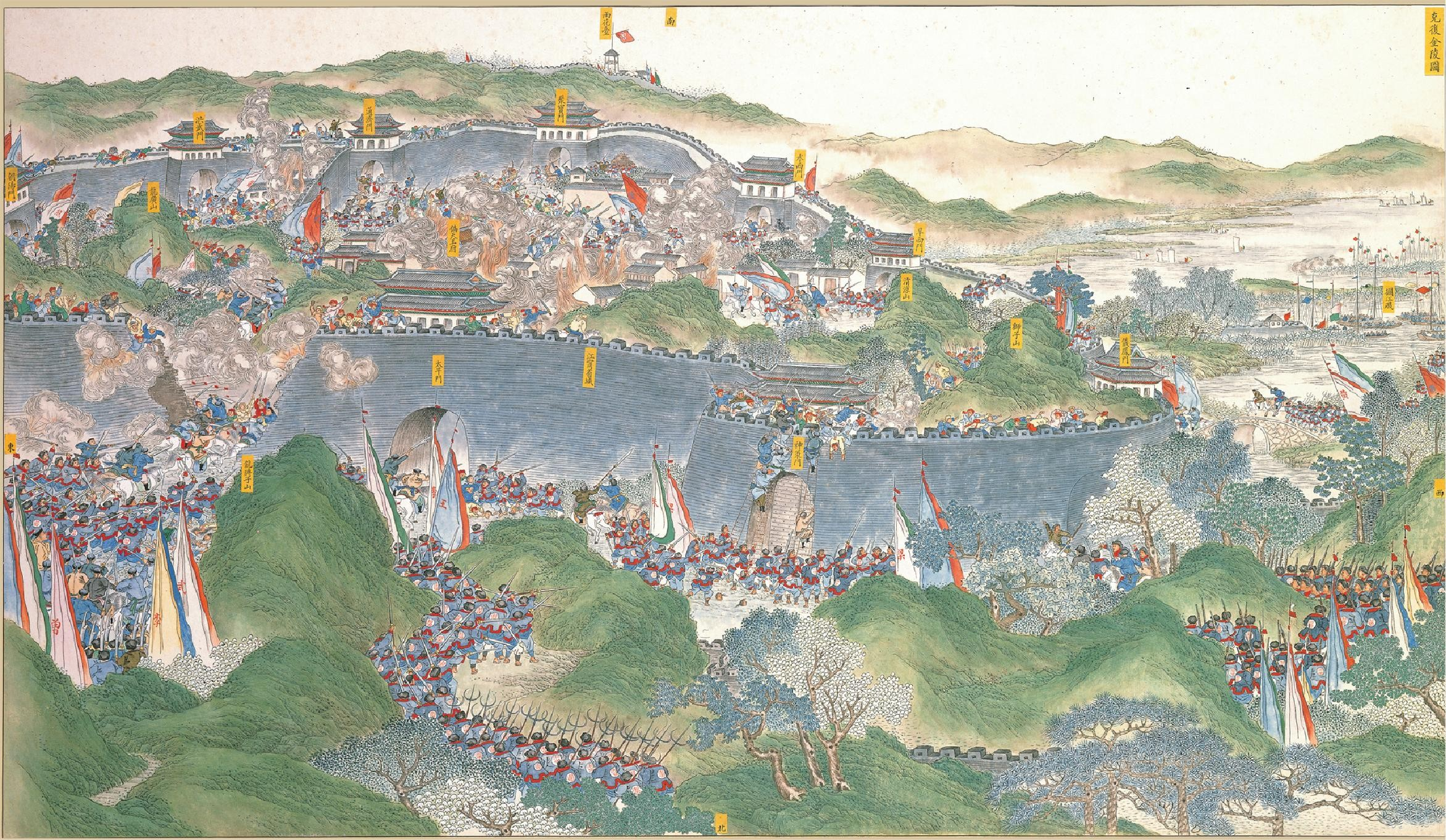
天京攻防戦

同年7月19日、天京攻防戦で湘軍の攻撃により天京が陥落し、太平天国の乱は終結した。湘軍は城外からトンネルを掘り進め兵士を突入させたが、皮肉にもこの戦術は太平天国の得意技であった。城内には既に厭戦ムードが満ちていたが、蘇州失陥の際、太平天国の兵士8,000人が皆殺しに遭ったことを知っていたため、最後まで投降せずに戦い続けた。占領後も多くの老人や子供もいたが、20万人が虐殺されたという。洪秀全の墓も暴かれ焼かれた。忠王李秀成は洪秀全の子の洪天貴福を伴って天京を脱出したが、ほどなくして捕らえられ処刑された。李秀成は刑が執行されるまでに詳細な供述書を残している。
生き残りの諸王らは捻軍と合流するなどして各地で抵抗活動を続け、猛将センゲリンチンを戦死に至らしめるなど清軍を手こずらせたが、1868年には捻軍が壊滅、1870年代にはほぼすべてが鎮圧された。

## 太平天国と日本
太平天国のことは、清国の商船および朝鮮から対馬藩を通じて幕末の日本に伝えられた。
日本では当初、太平天国はキリスト教が土着化して発生した反乱とはみなされておらず、明朝の後裔が起こした再興運動だとみなされていた。つまり、満州族支配に反抗する漢民族という図式の民族紛争と捉えていたことになる。これは「滅満興漢」というスローガンが強調されたこと、辮髪を落としていたことが原因である。清朝では「頭を留めるものは髪を留めず、髪を留めるものは頭を留めず」といわれるように、辮髪の有無がその支配を受容したか否かの基準となっていたためである。また農民などの低階層が乱の主体であったという認識も希薄であった。このことは、1854年前後に太平天国の乱をモデルにしたとみられる中国大陸を舞台とした明朝復興物語が講談・小説の形式で複数出版されていることからも分かる。
しかし、『満清紀事』『粤匪大略』といった書物が日本にもたらされると、それまで好意的だった知識人層の太平天国に対する評価は一変した。洪秀全が明朝の後裔ではないこと、キリスト教を信仰していることが伝わったためである。特に前者は朱子学的な大義名分論と正統論の点で嫌悪感を与え、後者は島原の乱を想起させ、幕末の世論に影響を与えた。太平天国への嫌悪感は、実際に乱を見聞した人々にも継承されていた。
1859年にはイギリス領事（後の公使）のオールコックから江戸幕府に対して、軍用馬3,000頭をイギリス軍へ売却してくれるように要請があった。幕府は国内の軍事的需要を理由に当初は躊躇したものの、英仏両軍に1,000頭ずつ売却することで合意し、翌1860年の夏までに実施された。この前後の日本の輸出品の中には主力品である生糸や茶の他に、英仏両軍のために用いられたと思われる雑穀や油などの生活必需品の輸出記録が目立っている。
さらに太平天国の末期にあたる1862年6月2日（文久2年5月5日）には、イギリスから買い取った幕府の御用船「千歳丸」が上海に到着した。交易が表面上の理由であったが、実際の任務は清朝の情報収集であった。江戸幕府は、清朝の動乱や欧米列強のアジアでのあり方に深い関心を寄せていた。乗船していたのは各藩の俊秀が中心で、薩摩藩の五代友厚や長州藩の高杉晋作らも含まれていた。乗船していた藩士の日記には、太平天国について「惟邪教を以て愚民を惑溺し」「乱暴狼藉をなすのみ」という表現がならぶ。
その他、日本国内においては海防の充実と国内改革による民心の安定化を求める論議が急速に高まる一因となった。吉田松陰は「（奈良時代の）天平勝宝年間に唐の安史の乱に際して当時の朝廷が大宰府に非常態勢を布いて以来」の危機であることを著書の『清国咸豊乱記』で指摘している。薩摩藩の湯藤龍棟や古河藩の鷹見泉石らも、同様の意見を相次いで唱えた。
しかし、辛亥革命前後から太平天国への評価は再び持ち直した。これは中国本土でも同様であった。革命の立役者である孫文が太平天国に深く傾倒していたことや、キリスト教信仰が明治維新以後解禁されたことから抵抗感が薄れたためだとされる。洪秀全たちは長崎から亡命した大塩平八郎が名を変えたもので、その後太平天国の乱を起こしたという珍説まで一時流布した。
太平天国と日本との逸話は、世界恐慌時代にもあった。洪秀全の郷里である花県には、1930年代（年不確定）に日本軍から洪秀全の子孫だという兵士が2人訪れたという話が伝えられている。これは日本軍の宣撫工作であったと思われる。
王暁秋や広沢吉平らは、欧米列強が清と同様に開国したばかりの日本でも太平天国の乱と同様の民衆反乱を誘発することへの危惧から、明治維新前後の日本国内の戦乱に対して直接的な軍事介入を行うことはなく、結果的には列強が日本を植民地化する機会を逸したとする説を唱えている。

## 太平天国の史料について
日本語訳されたものを挙げる。
- 『清末民国初政治評論集』　西順蔵・島田虔次編、平凡社「中国古典文学大系.58」、1971
  - 『原道覚世訓』『天朝田畝制度』等七編を収める。
- 『原典中国近代思想史』第一冊、西順蔵編、岩波書店、1976
  - 『原道救世歌』や『原道醒世訓』、外交文書等複数。
- 『中国政治論集』　宮崎市定編訳、中公文庫、1990／中公クラシックス、2009
  - 『李忠王自伝』と、曽国藩『金陵克復摺』を収める。

## 太平天国の乱を題材とした作品
- 太平天国（陳舜臣の小説。1982年11月、講談社。のち文庫化）
- 辛亥革命（池宮彰一郎の小説。2001年～未完、文藝春秋。「別冊文藝春秋」で連載したが休止し、出版化されず）
- 太平天国戦記（柘植久慶の小説。2012年5月、PHP研究所）
- 太平天国演義（甲斐谷忍の漫画。2000年～2002年、掲載誌休刊により未完、全3巻）
- 狼火は上海に揚る（稲垣浩監督の国策映画。1944年公開）
- ブラッド・ブラザース 刺馬（チャン・チェ監督の香港映画、1973年）
- ウォーロード/男たちの誓い（ピーター・チャン監督の中国・香港合作映画、上記映画のリメイク、2007年）
- 西太后（リー・ハンシャン監督の中国・香港合作映画、1984年）
- 続・西太后（リー・ハンシャン監督の中国・香港合作映画、上記映画の続編、1989年）
- 太平天国（香港のテレビドラマ、1988年～1989年）
- 太平天国（中国のテレビドラマ、2000年）